# Chrystofor Baranowskyj

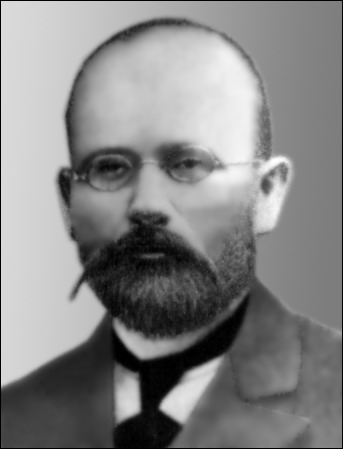
Chrystofor Baranowskyj

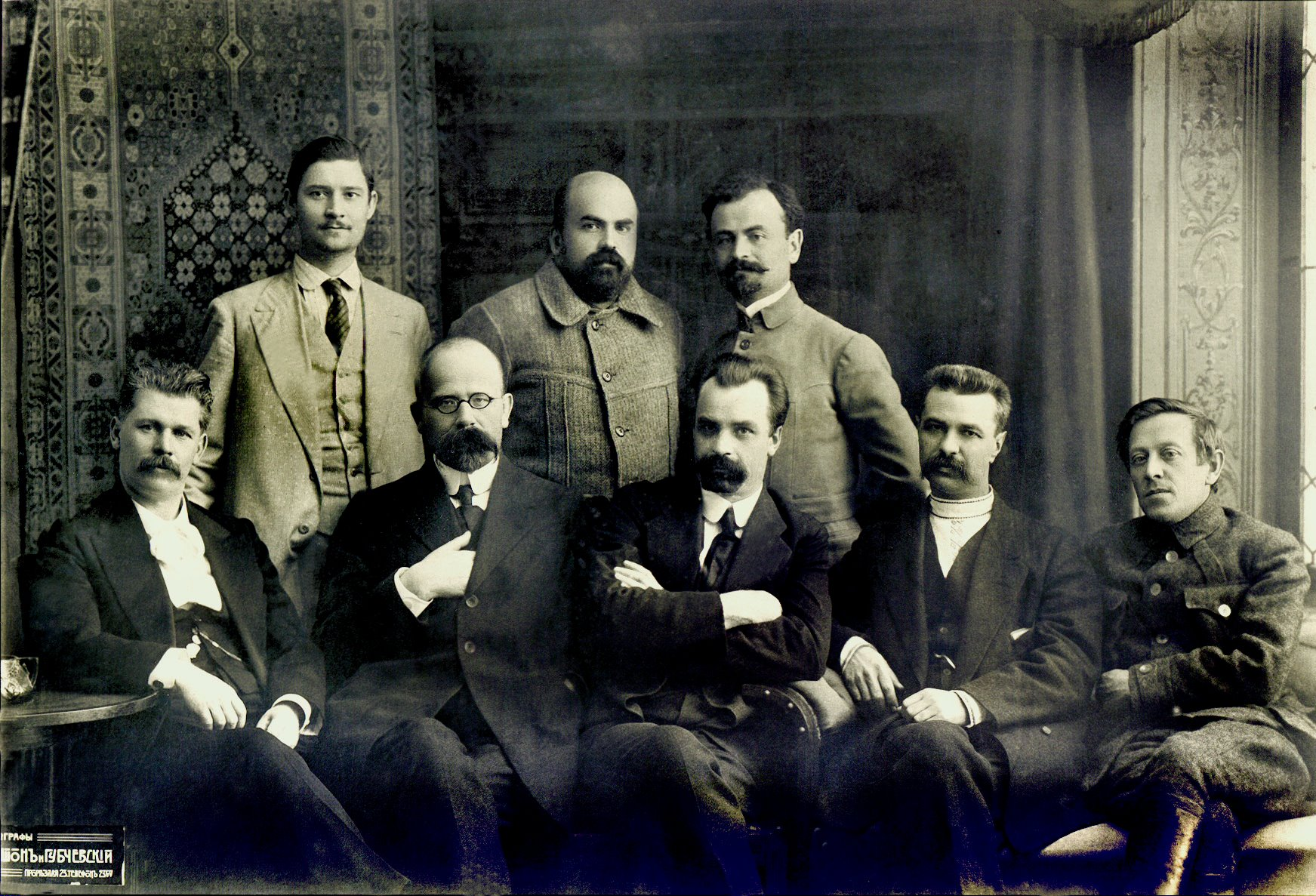
Die Mitglieder des Generalsekretariats im Juli 1917. (von links nach rechts) Stehend: P. Chrystjuk, M. Stasjuk, B. Martos. Sitzend: I. Steschenko, C. Baranowskyj, W. Wynnytschenko, S. Jefremow, S. Petljura

Chrystofor Antonowytsch Baranowskyj (ukrainisch Христофор Антонович Барановський; * 19. Dezemberjul. / 31. Dezember 1874greg. in Nemyrynzi, Gouvernement Kiew, Russisches Kaiserreich; † 7. Mai 1941 in São Paulo, Brasilien) war ein ukrainischer Politiker und Führer der ukrainischen Genossenschaftsbewegung.

## Leben
Chrystofor Baranowskyj kam in eine Bauernfamilie im Dorf Nemyrynzi in der heutigen ukrainischen Oblast Schytomyr zur Welt. 1907 war er Gründer und bis 1917 Direktor der Kiewer Kreditvereinsbank, der zentralen ukrainischen Institution für Kleinkredite. Er war zudem einer der wichtigsten Organisatoren der ukrainischen Genossenschaftsbewegung. Vom 28. Juli 1917 bis zum 14. August 1917 war Baranowskyj Generalsekretär für Finanzen (Finanzminister) im Generalsekretariat der ukrainischen Zentralna Rada. 1919 wurde er Vorstandsvorsitzender der ukrainischen nationalen Genossenschaftsbank und 1920 wurde er erneut Finanzminister der Ukrainischen Volksrepublik im Kabinett von Wjatscheslaw Prokopowytsch. 1920 emigrierte er zunächst nach Frankreich und von da aus nach kurzem Aufenthalt nach Brasilien, wo er im Mai 1941 67-jährig in São Paulo starb.